# Maurice Viollette

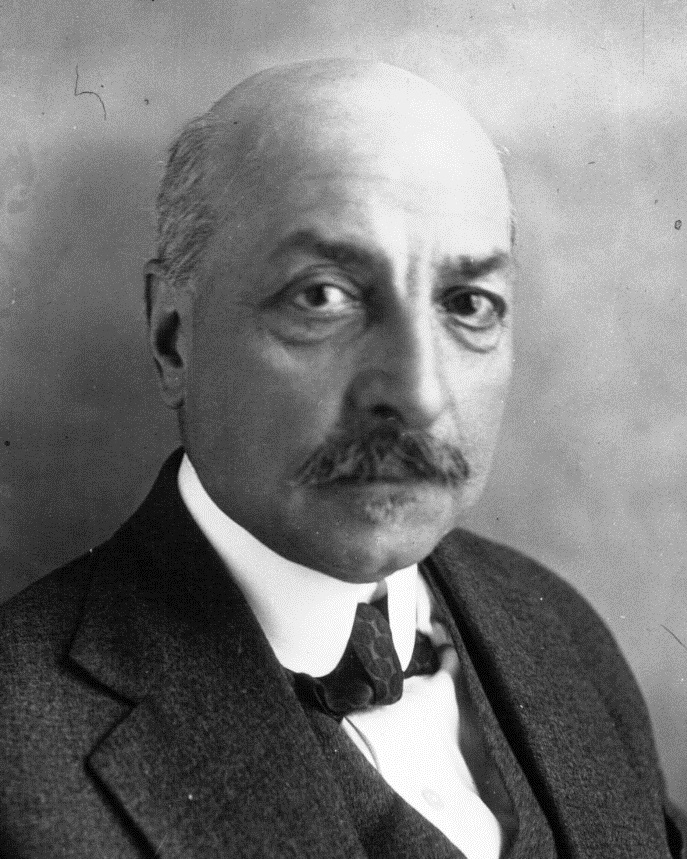
Maurice Viollette (1929).

Maurice Gabriel Viollette (* 3. September 1870 in Janville, Département Eure-et-Loir; † 9. September 1960 in Dreux, Département Eure-et-Loir) war ein französischer Politiker, der unter anderem zwischen 1902 und 1919 und von 1924 bis 1930 Mitglied der Abgeordnetenkammer war. Er fungierte ferner als Minister für Versorgung und Seeverkehr vom 20. März bis 4. Juli 1917 im Kabinett Ribot V sowie zwischen 1925 und 1927 als Generalgouverneur von Algerien.  Er war des Weiteren von 1930 bis 1939 Senator sowie vom 4. Juni 1936 bis 18. Januar 1938 im Kabinett Blum I sowie im Kabinett Chautemps III Staatsminister (Ministre d’État). Er bekleidete das Amt als Staatsminister vom 13. März bis 10. April 1938 abermals im Kabinett Blum II. Nach dem Ende des Zweiten Weltkrieges war er zwischen 1945 und 1955 Mitglied der Nationalversammlung.

## Leben

### Rechtsanwalt, Kommunalpolitiker und Mitglied der Abgeordnetenkammer

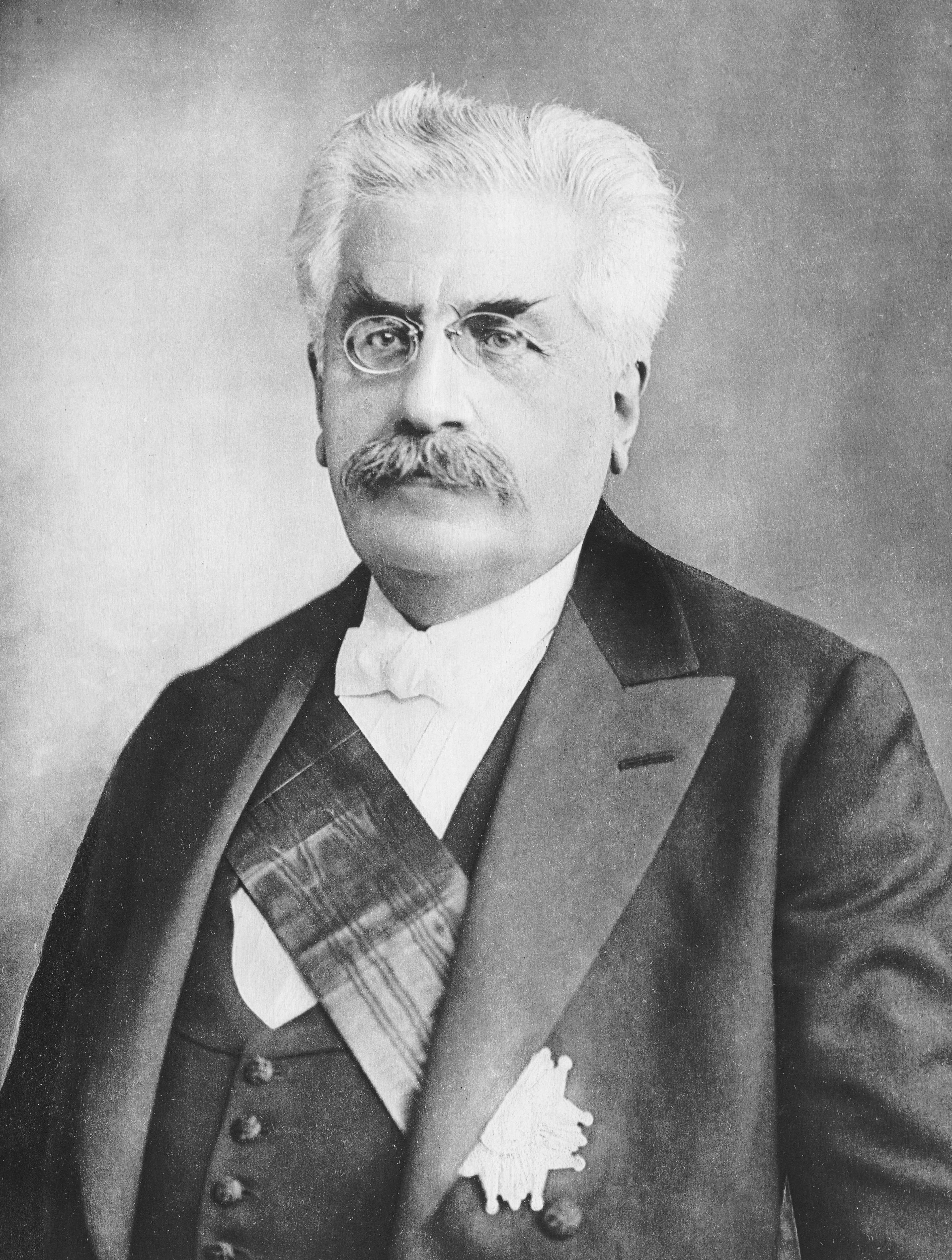
Viollette wurde nach Abschluss seines Studiums Rechtsanwalt in der Anwaltskanzlei von Alexandre Millerand.

Maurice Gabriel Viollette stammt aus einer Handwerker- und Arbeiterfamilie aus Beauce, die sich seit dem 18. Jahrhundert in Sancheville und Ende des 18. Jahrhunderts in Janville niedergelassen hatte, und war der Sohn und Enkel der langjährigen Bürgermeister von Janville. Nach dem Besuch des Lycée in Orléans begann er 1889 ein Studium der Rechtswissenschaften an der Sorbonne, der Universität von Paris, und schloss dieses mit einem Lizenziat (Licence en droit) ab. Als Student schloss er sich der Gruppe der Republikanischen Jugend (Jeunesses républicaines) an und trat der Parti socialiste broussiste, der Sozialistischen Partei von Paul Brousse bei. Er schrieb Beiträge für die Parteizeitungen, insbesondere La petite République, und mit einem Vortrag über Louis Blanc gab er in Anwesenheit von René Viviani sein eigentliches Debüt im politischen Leben. Nach Abschluss seines Studiums erhielt er 1892 seine Zulassung als Rechtsanwalt am Berufungsgericht (Cour d’appel) von Paris. Kurz darauf wurde er Mitarbeiter in der Anwaltskanzlei von Alexandre Millerand, die er in sehr wichtigen Prozessen wie die von La petite République, La Dépêche de Toulouse und Jean Jaurès gegen Rességuier über den Streik von Carmaux. Parallel dazu schloss er 1896 zwei Dissertationen ab: die eine über reale Angebote im französischen Recht, die andere über die Wertschöpfung durch den scheidenden Landwirt. Mehrere Jahre lang verfasste er juristische Artikel für die von Jean-Baptiste Sirey gegründete Sirey-Sammlung.
Seine politische Laufbahn begann Viollette 1896 als Mitglied des Gemeinderates von Janville und war im Anschluss von 1898 bis 1902 Mitglied des Gemeinderates von Tours. 1898 bewarb er sich bei den Parlamentswahlen im Arrondissement Chinon, unterlag aber mit nur 3.898 Stimmen von 21.725 Wählerstimmen gegen den radikalen Kandidaten Eugène Leffet. Als Leiter des Privatsekretariats von Millerand, der am 22. Juni 1899 Minister für Handel, Industrie und Post und Telegraphen im Kabinett Waldeck-Rousseau wurde, trat er im Februar 1902 von diesem Amt zurück, um für die Radikale Partei Parti républicain, radical et radical-socialiste (RRRS) selbst am 11. Mai 1902 bei den Wahlen zur Abgeordnetenkammer (Chambre des députés) zu kandidieren. Im ersten Wahlgang am 11. Mai 1902 unterlag er im Wahlkreis Dreux mit nur 5.544 Stimmen gegenüber 6.488 für Joseph Dubois, Sohn des zurückgetretenen Abgeordneten, und 3.520 für Renard. Allerdings gewann er in der zweiten Runde von 16.048 Wählerstimmen mit 8.507 Stimmen gegen 7.464 für Dubois. Als überzeugter Anhänger des Säkularismus versäumte er es nicht, in dieser Legislaturperiode 1905 für die Gesetzesvorlage zur Trennung von Kirche und Staat zu stimmen. Er konnte sein Abgeordnetenmandat regelmäßig, jeweils im ersten Wahlgang, verteidigen: bei den Wahlen am 6. Mai 1906 mit 9.895 Stimmen von 16.936 Stimmberechtigten, bei den Wahlen am 24. April 1910 mit 8.659 Stimmen von 16.148 Wählern und bei den Wahlen am 26. April 1914 mit 8.801 Stimmen von 15.968 Wählern. Gleichzeitig wurde er 1906 Mitglied des Generalrates des Département Eure-et-Loir sowie 1908 Mitglied des Gemeinderates und Bürgermeister von Dreux, ein Amt, das er bis 1940 bekleidete. Aus einem landwirtschaftlich geprägten Land entwickelte sich nach und nach eine besonders lebendige Modellstadt, in der sich die Errungenschaften sozialer Art vervielfacht haben.

### Vizepräsident der Abgeordnetenkammer, Erster Weltkrieg und Minister für Versorgung und Seeverkehr

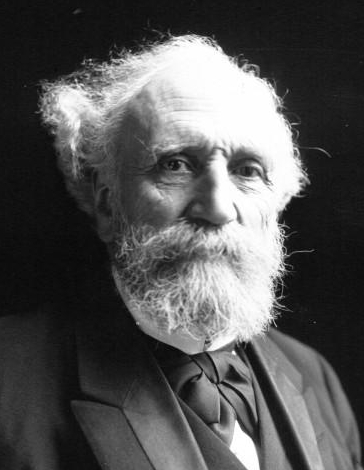
Im fünften Kabinett Ribot von Premierminister Alexandre Ribot war Viollette 1917 Minister für Versorgung und Seeverkehr.

In der Abgeordnetenkammer, wo er sich der Fraktion der Sozialistischen Republikaner (Groupe républicain socialiste) anschloss, war er als Mitglied des Finanzausschusses (Commission des finances) im Jahr 1911 für den kolonialen Haushaltsbericht zuständig und verurteilte nachdrücklich die besorgniserregenden Missbräuche einer bestimmten Form der Kolonialisierung. Er deckte er in einer Veröffentlichung die Affäre der Société N’Goko-Sangha auf. Er war auch Mitglied des Ausschusses für Justizreformen und Zivilgesetzgebung (Commission de la réforme judiciaire et de législation civile) und legte 1912 einen Gesetzentwurf über die Suche nach der Vaterschaft (Loi sur la recherche de la paternité). Er war des Weiteren Berichterstatter der Gesetzesvorhabe über die Löhne verheirateter Frauen und zur Legitimation nichtehelicher Kinder. Zugleich war er zwischen 1914 und 1917 Vizepräsident der Abgeordnetenkammer, nahm jedoch zugleich während des Ersten Weltkrieges als Hauptmann (Capitaine) und Kompaniechef einer Gebirgsjägerkompanie (Alpine Chasseurs) in Bourg-Saint-Maurice an Angriffen bei Tracy-le-Val und Tracy-le-Mont teil, wofür er mit dem Croix de guerre 1914–1918 ausgezeichnet wurde. Als Mitglied des Heeresausschusses (Commission de l’armée) prangerte er die Unzulänglichkeiten hinsichtlich der Ausrüstung an.
Im fünften Kabinett übernahm Maurice Viollette vom 20. März bis 4. Juli 1917 den Posten als Minister für Versorgung und Seeverkehr (Ministre du ravitaillement et des transports maritimes) sowie zwischen dem 4. Juli und dem 7. September 1917 als Versorgungsminister. 1918 wirkte er maßgeblich an der Revision des Hypothekensystems mitwirken.

### Wahlniederlage 1919, Wiederwahlen in die Abgeordnetenkammer und Generalgouverneur von Algerien
Die Parlamentswahlen vom 16. November 1919 fanden nach dem Listensystem mit Verhältniswahl statt. Nachdem er sich geweigert hatte, dem Nationalen Block (Bloc national) beizutreten, wurde Maurice Viollette geschlagen, obwohl er persönlich 18.286 Stimmen von 54.014 Wählern erhalten hatte. Dieser Misserfolg hinderte ihn nicht daran, 1921 zum Präsidenten des Generalrates des Département Eure-et-Loir gewählt zu werden. Bei den Wahlen vom 11. Mai 1924 wurde er dann wieder zum Mitglied der Abgeordnetenkammer gewählt und führte eine Liste der Union der Linken (Union des gauches) an, die 32.005 Stimmen von 62.347 Wählerstimmen erhielt. In der Abgeordnetenkammer wurde er erneut Mitglied des Finanzausschusses und übernahm dann die Funktion des Generalberichterstatters für den Haushalt.
Als Nachfolger von Théodore Steeg und Henri Dubief (kommissarisch) wurde Viollette am 12. Mai 1925 zum Generalgouverneur von Algerien ernannt und bekleidete dieses bis zum 20. November 1927, woraufhin Pierre Bordes ihn ablöste. In dieser Position strebte er danach, eine Politik der Gerechtigkeit, Freundlichkeit und des Verständnisses gegenüber Muslimen zu praktizieren. Diese Zeit inspirierte ihn zu seinem Buch L’Algérie vivra-t-elle?.
Nach seiner Rückkehr aus Französisch-Algerien, wurde er am 29. April 1928 für die Republikanisch-Sozialistische Partei PRS (Parti républicain-socialiste) wieder zum Mitglied der Abgeordnetenkammer gewählt: Nachdem er im ersten Wahlgang 6.233 Stimmen gegen 4.169 für Laroche, den Kandidaten der Union der Demokratischen Republikaner URD (Union des républicains démocrates), erhalten hatte, profitierte er im zweiten Wahlgang vom Rückzug des Sozialisten Béranger von der Französischen Sektion der Arbeiter-Internationale SFIO (Section française de l’Internationale ouvrière), wodurch er sich mit 7.742 Stimmen von 15.301 Wählern deutlich gegen 4.624 für seinen Gegner Laroche durchsetzen konnte.

### Senator, Staatsminister und das Algerien-Projekt

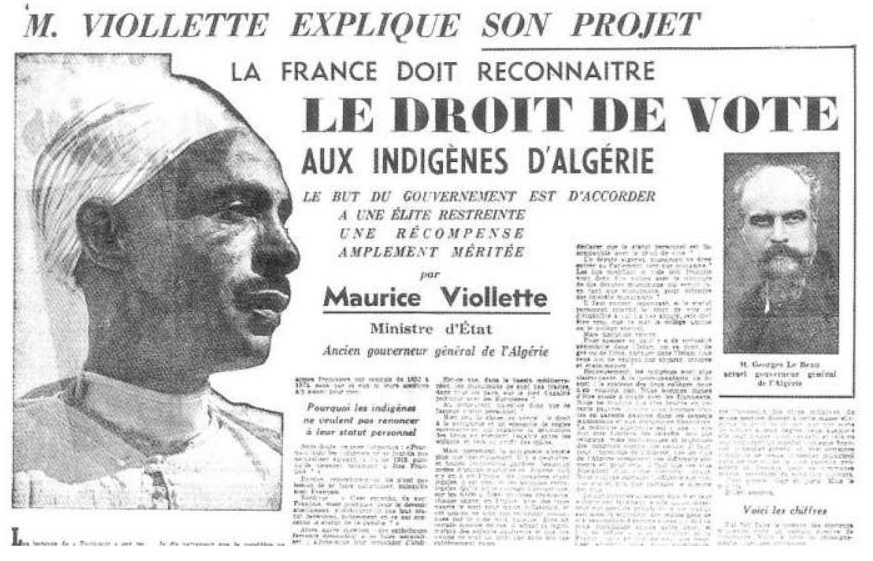
„Projet Blum-Viollette“ (Paris-Soir vom 7. März 1937)

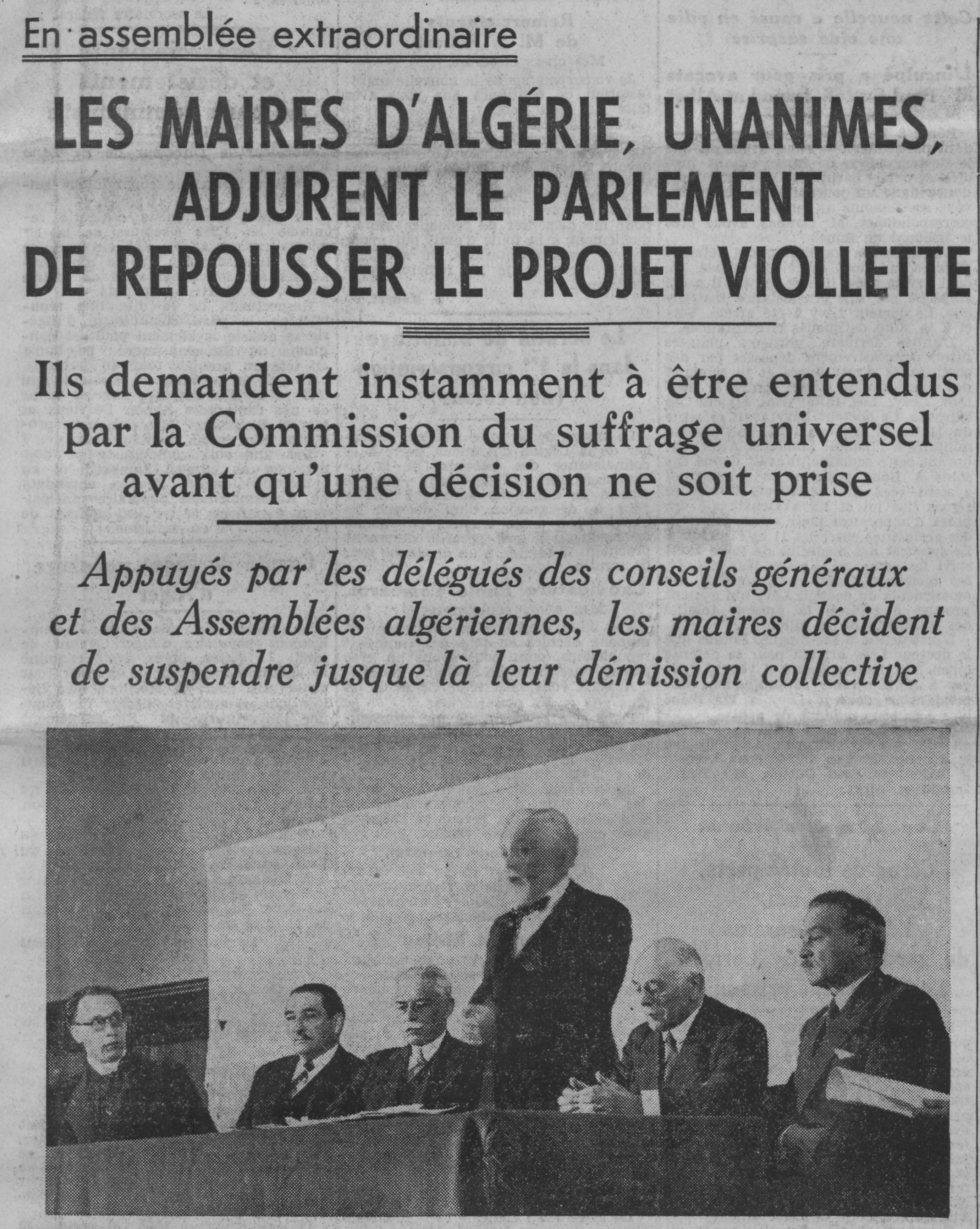
„Projet Blum-Viollette“ (L’Écho d’Alger vom 9. Februar 1938)

Im folgenden Jahr wurde Maurice Viollette angesprochen, um als Bewerber der Demokratischen Linke GD (Gauche démocratique) für die Senatswahlen zu kandidieren, die am 20. Oktober 1929 stattfinden sollten. An diesem Tag erhielt er 407 Stimmen von 714 Stimmen im Wahlmännerkollegium und belegte damit den zweiten Platz unter den Kandidaten, während drei Sitze zu besetzen waren. Damit wurde er am 14. Januar 1930 Mitglied des Senator für das Département Eure-et-Loir. Im Senat befasste er sich insbesondere mit Themen wie rechtliche oder militärische Probleme, Algerienfragen und insbesondere Angelegenheiten der Landwirtschaft wie landwirtschaftliche Pachtverträge, den Getreidepreis, die Verteidigung der Agrarmärkte oder den Betrieb der Weizenbehörde (Office du blé). Er gehörte im Senat dem Finanzausschuss, dem Ausschuss für Zivil- und Strafgesetzgebung (Commission de législation civile et criminelle), dem Algerien-Ausschuss (Commission de l’Algérie), dessen Vizepräsident er 1936 wurde, und dem Armeeausschuss (Commission de l’armée) an.
Am 4. Juni 1936 übernahm Viollette im ersten Kabinett Blum bis zum 21. Juni 1937 das Amt als Staatsminister (Ministre d’État). Er empfahl die bereits während seiner Amtszeit als Generalgouverneur von Algerien empfohlene Assimilation durch die Zuerkennung der französischen Staatsbürgerschaft an Einheimische ab einer bestimmten Entwicklungsstufe, lehnte dagegen die systematische Ausweitung des Wahlrechts auf alle Einheimischen ab, die sich teilweise von Agitatoren oder der Verwaltung mitreißen lassen könnten. Dieses damals als zu gewagt geltende Reformprojekt, verwirklicht durch den vom ersten Kabinett Blum am 30. Dezember 1936 vorgelegten und als Blum-Viollette-Projekt (Projet Blum-Viollette) bekannten Gesetzentwurf, entfesselte die Befürworter einer großen Kolonialisierung gegen ihn und zwang die Regierung zum Rücktritt.
Das Amt als Staatsminister bekleidete er vom 22. Juni 1937 bis zum 18. Januar 1938 auch im dritten Kabinett Chautemps sowie abermals vom 13. März bis 10. April 1938 im zweiten Kabinett Blum. Im selben Jahr 1938 wird er wegen seiner Opposition gegen das Münchner Abkommen vom 29. September 1938 zu den „Kriegstreibern“ gezählt und er wird mit seiner kompletten Liste bei der Wahl zur Erneuerung eines Drittels der Senatoren am 23. Oktober 1938 geschlagen. Nachdem er in der ersten Runde 274 Stimmen von 721 Wahlmännerstimmen erhalten hatte und damit Sechster wurde, gewann er in der zweiten Runde 305 Stimmen, was ihn auf den vierten Platz brachte, wobei jedoch nur noch zwei Sitze zu besetzen waren. Damit schied er am 9. Januar 1939 aus dem Senat aus.

### Gegner des Vichy-Regimes und Mitglied der Konstituierenden Versammlungen 1945 und 1946
Am 11. Dezember 1940 verlor er durch einen Widerruf des Vichy-Regimes sein 1908 erworbenes Mandat als Bürgermeister von Dreux. Er wurde am 1. Februar 1941 verhaftet und erst in Redon, dann in Paris, unter Hausarrest gestellt. Im August 1944 kehrte er heimlich nach Dreux zurück und begrüßte am 23. August 1944 General Charles de Gaulle in Chartres. Er war zwischen 1944 und 1948 Direktor der 1920 von ihm gegründeten Tageszeitung L’Indépendant d’Eure-et-Loir, die 1948 von La République du Centre und dann von der Groupe Hersant übernommen wurde. 1945, im Alter von 75 Jahren, erlangte er seinen Posten als Bürgermeister von Dreux zurück, welchen er 1959 aufgab. Zugleich wurde er 1945 auch wieder Präsident des Generalrates des Département Eure-et-Loir und behielt dieses Amt bis zu seinem Tod behielt.
Viollette wurde für das Département Eure-et-Loir als Vertreter der Parti républicain, radical et radical-socialiste zum Abgeordneten in die Assemblée constituante de 1945 sowie die Assemblée constituante de 1946, die beiden konstituierenden Versammlungen gewählt. Am 21. Oktober 1945 erhielt er als Listenführer der Antifaschistischen Republikanischen Sammlung (Rassemblement républicain antifasciste) 19,47 % der Stimmen. Als Mitglied des Ausschusses für Finanzen und Haushaltskontrolle (Commission des finances et du contrôle budgétaire) hatte er sechzehn Mal in öffentlicher Sitzung interveniert, auch wenn er in dieser ersten Amtszeit keine Gesetzesinitiativen vorgelegt hatte. Anschließend verteidigte er mindestens acht Änderungsanträge und einen Gegenentwurf zum Text einer Regierungsinitiative, die darauf abzielte, die Einziehung von beschlagnahmten illegalen Erträgen zu beschleunigen. Seine Interventionen konzentrieren sich auf drei Themen: Finanz- und Währungsbereich (Verstaatlichung der Banque de France, Kreditorganisation, Bankensystem und Haushaltsdiskussionen), die Kolonialdomäne (Verwaltung Algeriens) sowie die Neugründung der Presse (Übergang des Vermögens der Presse und der Verlage). Er wurde am 2. Juni 1946 in der zweiten Konstituierenden Nationalversammlung als Spitzenkandidat der Liste der Versammlung der Republikanischen Linken RGR (Rassemblement des gauches républicaines) wiedergewählt und verbesserte sein Ergebnis um mehr als 3.000 Stimmen (21 Prozentpunkt). Er wurde wieder Mitglied des Ausschusses für Finanzen und Haushaltskontrolle und intervenierte neunmal in öffentlicher Sitzung, wobei er insbesondere zwei Änderungsanträge verteidigte. Als Präsident des ersten Präsidiums konzentriert er sich insbesondere auf die Wahlen in Algerien und die allgemeine Politik der Regierung in diesen Angelegenheiten.

### Mitglied der Nationalversammlung

#### Erste Legislaturperiode 1946 bis 1951
Bei den Parlamentswahlen vom 10. November 1946 wurde Viollette im Département Eure-et-Loir für den RGR mit 21,5 Prozent der Stimmen erstmals zum Mitglied der Nationalversammlung (Assemblée nationale) gewählt. Er schloss sich der Fraktion der Demokratischen und Sozialistischen Widerstandsunion UDSR (Union démocratique et socialiste de la Résistance) an und war in der ersten Legislaturperiode zwischen 1946 und 1949 zunächst Mitglied des Finanzausschusses sowie von 1949 bis 1950 Mitglied des Ausschusses für Nationale Bildung (Commission de l’éducation nationale). Ferner wurde er am 11. Februar 1947 Mitglied der Kommission, die für die Untersuchung der Ereignisse in Frankreich von 1933 bis 1945 zuständig war. Schließlich war er von 1950 bis 1951 Mitglied des Justiz- und Gesetzgebungsausschusses (Commission de la justice et de la législation). Am 26. Januar 1948 wurde er zum Beisitzenden Richter am Hohen Gerichtshof (Haute Cour de justice) ernannt. Während dieser Legislaturperiode zeigte er eine intensive parlamentarische Tätigkeit und wurde 1948 im Alter von 78 Jahren ältestes Mitglied der Nationalversammlung. Er brachte fünf Gesetzentwürfe und zwei Entschließungsanträge ein. Er intervenierte neunundneunzig Mal in öffentlichen Sitzungen und stellte am 23. Juni 1947 einen Interpellationsantrag zur Wirtschaftspolitik der Regierung, den er zwei Tage später weiterentwickelte. Außerdem verteidigte er achtundzwanzig Änderungsanträge, wobei koloniale Themen sein Hauptanliegen blieben: 1947 sprach er sowohl über den organischen Status Algeriens als auch über die Lage in Französisch-Indochina, über die Ereignisse in Madagaskar und das Verfahren gegen die madagassischen Abgeordneten sowie über die Wahlen im Tschad.

#### Zweite Legislaturperiode 1951 bis 1955

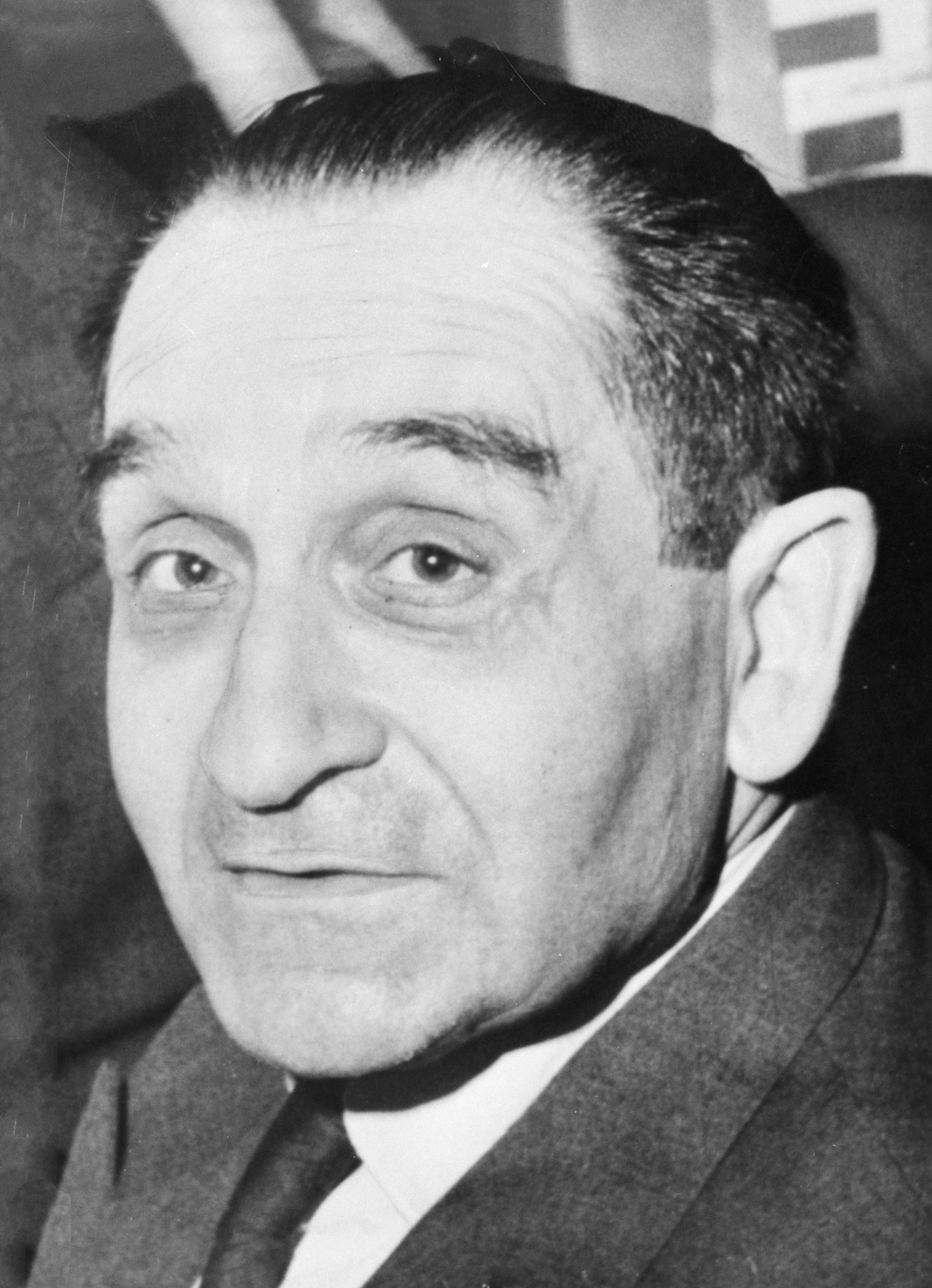
In der Haltung zum Indochinakrieg war er 1953 entschiedener Gegner von Pierre Mendès France.

Obwohl Maurice Viollette gegen das neue Wahlsystem war, gewann er seinen Sitz bei den Parlamentswahlen vom 17. Juni 1951 für ein Wahlbündnis aus PRRS, UDSE, RGR mit den Listen SFIO und MRP-Républicains-démocrates. Auf dem zweiten Platz hinter der Liste der Union der unabhängigen nationalen Republikaner und Bauern (Union des républicains nationaux indépendants et paysans) und der Versammlung des französischen Volkes (Rassemblement du peuple français), die 39,8 Prozent der Stimmen erhielt, gewann die Liste von Maurice Viollette mit mehr als 5.000 Stimmen (24,3 Prozent) zwei Sitze der Abgeordneten für das Département Eure-et-Loir, wobei die Wahl seines Vizekandidaten Georges Rastel für ungültig erklärt wurde.
Er war zwischen 1951 und 1952 weiterhin Mitglied des Ausschusses für Justiz und Gesetzgebung und reichte insbesondere drei Interpellationsanträge ein: über die Sozial- und Agrarpolitik der Regierung in Algerien (1. Dezember 1954), über die Anwendung der Beistandsgesetze in Algerien (23. Juni 1955) und über die für Algerien geplante „Integration“ (8. Oktober 1955). Er zeigt sein Misstrauen gegenüber wirtschaftlichem Interventionismus und dem Einfluss kommunistischer Lehrer. Allerdings musste er 1954 „sich damit abfinden, für die Londoner Abkommen zu stimmen, die viel verabscheuungswürdiger seien als die Europäische Verteidigungsgemeinschaft (EVG)“, um nicht den Hass der Deutschen gegen Frankreich zu kristallisieren, denn „Briand hatte recht“. Vor allem befasste er sich weiterhin mit der Situation in Indochina und Algerien. Als Mitbegründer der Französisch-Vietnamesischen Gesellschaft zeigte er sich im Kreise von Kommunisten, „Mitläufern“ und Antikolonialisten als entschiedener Gegner einer Verhandlungslösung in Indochina und trat 1953 entschieden gegen Pierre Mendès France auf.
Andererseits fordert er für Algerien weiterhin Wahl-, Rechts-, Land- und Gesundheitsreformen. Wie ein ganzer Teil der Linken, darunter Albert Bayet, Paul Rivet, Guy Mollet, Max Lejeune, Robert Lacoste, Maurice Bourgès-Maunoury, hatte er nicht damit gerechnet, dass Algerien von Frankreich getrennt werden könnte, als er das Amt des Vizepräsidenten der von Jacques Soustelle und Marcel-Edmond Naegelen gegründeten Union zur Rettung und Erneuerung Französisch-Algeriens annahm.
Nachdem Maurice Viollette 1952 sein Parlamentsjubiläum gefeiert hatte, schied er am 1. Dezember 1955 aus der Nationalversammlung. Stattdessen versuchte er am 4. März 1956 bei einer Nachwahl nach dem Tod seines ehemaligen Mitstreiters Charles Brune, einen Sitz im Rat der Republik (Conseil de la République) zugewinnen. Allerdings erhielt er nur 242 von 812 Stimmen des Wahlkollegiums. Nachdem er den 13. Mai 1958 und die Rückkehr von General de Gaulle an die Macht kritisiert hatte, schloss er sich den Institutionen des neuen Regimes und den Hoffnungen an, die es in Algerien weckte. Für François Mitterrand war dieser Patriarch „Überlebender einer vergangenen Ära“ (‚survivant d’une époque disparue‘) und „ein Mann, der größer ist als sein Schicksal“ (‚n homme plus grand que son destin‘). Er starb am 9. September 1960 im Alter von 90 Jahren.

## Hintergrundliteratur
- Françoise Gaspard: Maurice Viollette : homme politique, éditorialiste, Edijac, Pointoise 1986
- Journal de guerre, 1913-1919, Nachdruck, Office d’édition du livre d’histoire, Paris 1994